# Іван Федоров (срібна монета)
«Іва́н Фе́доров» — срібна ювілейна монета номіналом 5 гривень, випущена Національним банком України. Присвячена Івану Федорову — видатному діячеві східнослов'янської культури, відомому друкареві, а також інженерові-винахіднику, граверу, ливарнику, який видав в Україні перші друковані книги — «Апостол» (1574), підручник східних слов'ян «Буквар» (1574), Острозьку Біблію (1581).
Монету введено в обіг 28 грудня 2010 року. Вона належить до серії «Видатні особистості України».

## Опис та характеристики монети
| Номінал грн. | Метал            | Маса, грам    | Діаметр, мм. | Якість виготовлення | Гурт                           | Тираж, штук |
| ------------ | ---------------- | ------------- | ------------ | ------------------- | ------------------------------ | ----------- |
| 5            | срібло 925 проби | 15,55 / 16,81 | 33,0         | пруф                | гладкий із заглибленим написом | 5 000       |

### Аверс
На аверсі монети розміщено: угорі малий Державний Герб України та напис півколом «НАЦІОНАЛЬНИЙ БАНК УКРАЇНИ», у центрі на тлі пера зображено матрицю, з якої була надрукована сторінка з книги «Апостол», унизу — номінал «5» гривень і рік карбування монети «2010».

### Реверс
На реверсі монети зображено стилізований портрет Івана Федорова, ліворуч від портрета — його друкарський знак, праворуч — роки життя «1510/ 1583» та вгорі півколом стилізований напис — «ІВАН ФЕДОРОВ».

## Автори

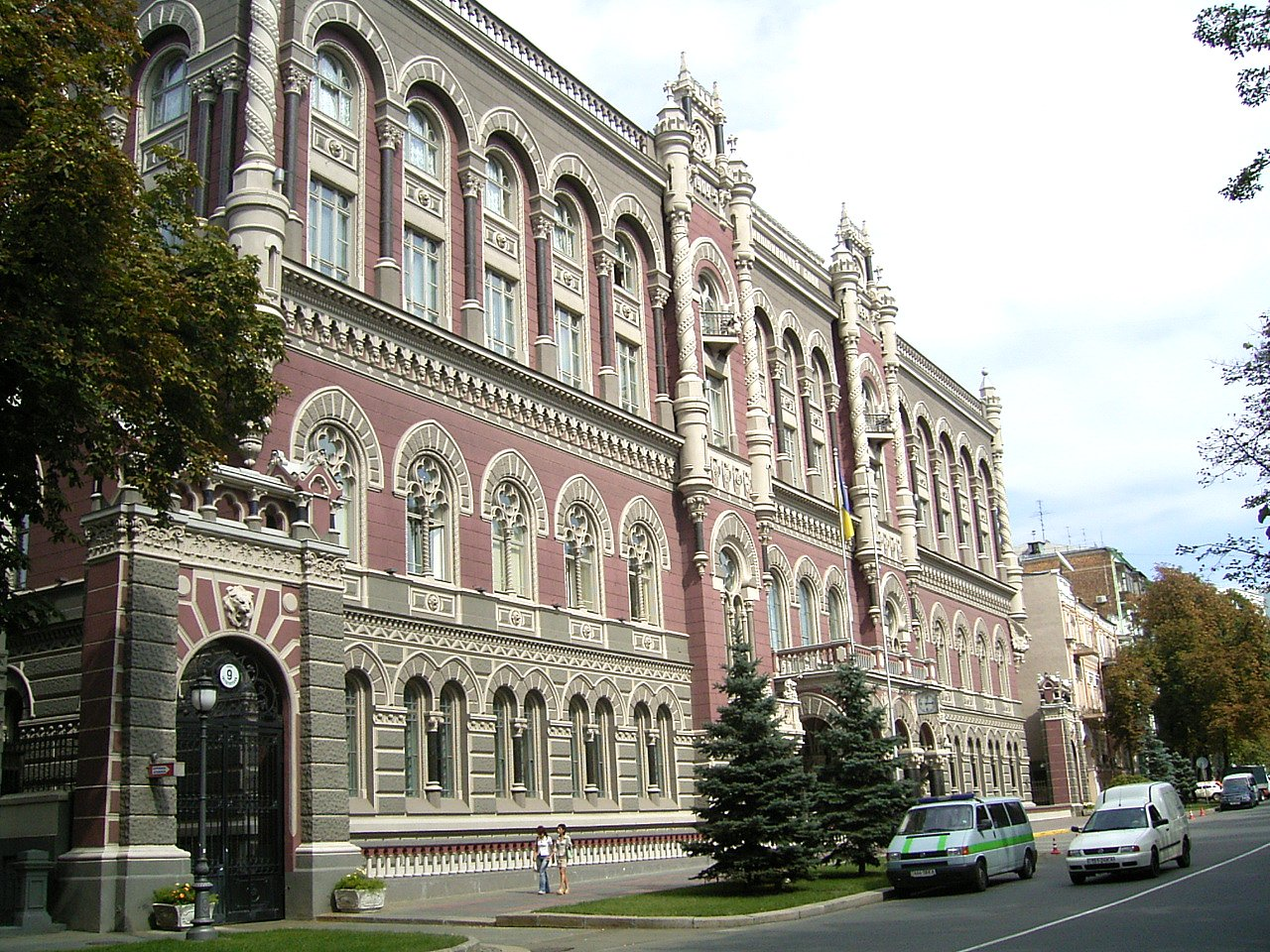
Будівля Національного банку України

- Художник — Чайковський Роман.
- Скульптори: Чайковський Роман, Іваненко Святослав.

## Вартість монети
Ціна монети — 531 гривня, була зазначена на сайт Національного банку України 2018 року.
Фактична приблизна вартість монети, з роками змінювалася так:
| Рік        | 2011 | 2012 | 2013 | 2014 | 2015 | 2016 | 2017 | 2018 | 2019 | 2020 | 2021 | 2022  | 2023  | 2024  | 2025  |
| ---------- | ---- | ---- | ---- | ---- | ---- | ---- | ---- | ---- | ---- | ---- | ---- | ----- | ----- | ----- | ----- |
| Ціна, грн. | 330  | 370  | 350  | 300  | 400  | 450  | 600  | 520  | 510  | 460  | 750  | 1 000 | 1 170 | 1 600 | 1 750 |